# Dineutus jikeli
Dineutus jikeli is een keversoort uit de familie van schrijvertjes (Gyrinidae). De wetenschappelijke naam van de soort is voor het eerst geldig gepubliceerd in 1890 door Schaufuss.